# Färnäs
Färnäs est une localité de Suède dans la commune de Mora située dans le comté de Dalécarlie.
Sa population était de 988 habitants en 2010.